# Maarten van Dulm
Maarten Hendrik van Dulm (ur. 4 sierpnia 1879 w Arnhem, zm. 25 kwietnia 1949 w Wassenaar) – holenderski szermierz i wiceadmirał; brązowy medalista igrzysk olimpijskich.
Na igrzyskach olimpijskich w Paryżu w 1924 roku Holendrzy w składzie: Adrianus de Jong, Jetze Doorman, Hendrik Scherpenhuijzen, Jan van der Wiel, Maarten van Dulm i Henri Wijnoldy-Daniëls zdobyli brązowy medal w turnieju drużynowym szablistów. W turnieju indywidualnym dotarł do półfinałów. Brał też udział w igrzyskach olimpijskich w Amsterdamie w 1928 roku, gdzie był piąty w szabli drużynowej.
Nie zdobył medalu mistrzostw świata.
W 1900 wstąpił do Koninklijke Marine w 1935 osiągając stopień wiceadmirała. Odznaczony między innymi Orderem Oranje-Nassau, Orderem Lwa Niderlandzkiego i Legią Honorową.